# Revòlver de Janssen
El revòlver de Janssen, inventat per l'astrònom francès Pierre Jules César Janssen l'any 1874, va ser l'instrument que va originar la cronofotografia, branca de la fotografia que pretén capturar el moviment a partir d'una seqüència d'imatges. Per crear l'aparell, Pierre Janssen es va inspirar en el revòlver Colt, la primera pistola amb cilindre giratori, la càmera fotogràfica, pel mètode de la cambra obscura, i el fenaquistoscopi, com a superfície sobre la qual gravar les imatges capturades.

## Funcionament
El revòlver aconseguia enregistrar les imatges gràcies a dos discos i una placa fotosensible. La llum procedent del telescopi incidia sobre els discos, el primer dels quals tenia dotze orificis (per aconseguir l'efecte d'obturació) i realitzava una volta sencera cada 18 segons, mentre que el segon disc, amb un sol forat, era estàtic. Cada vegada que un forat de l'obturador (o primer disc) passava pel forat del segon, la placa sensible quedava impresa. Per evitar la superposició, la placa sensible girava a un quart de la velocitat de l'obturador.
Quan el revòlver estava en funcionament era capaç de prendre quaranta-vuit imatges en seixanta-dos segons.

## Història

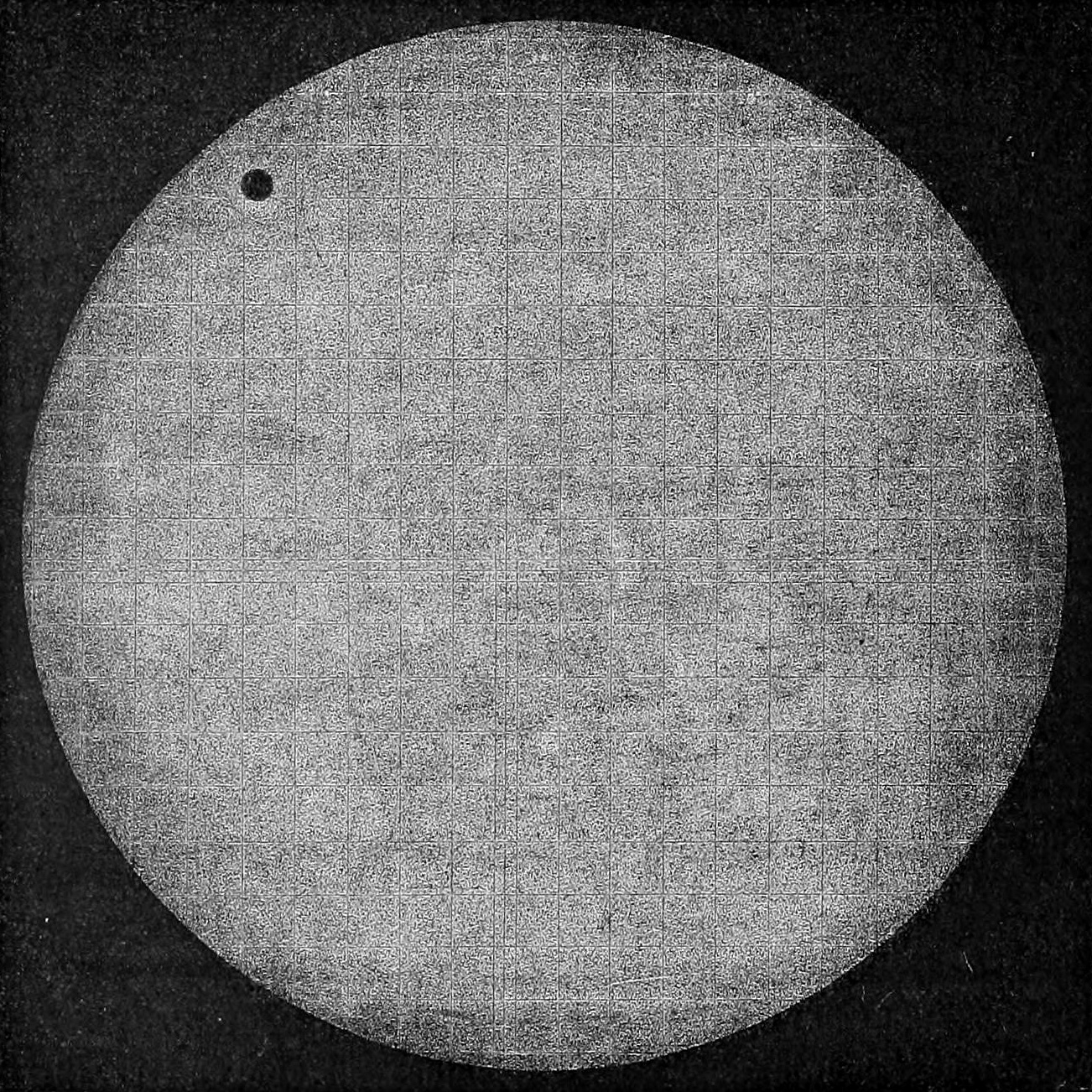
Imatge del trànsit de Venus capturada amb el revòlver de Janssen (1874).

A mitjans del segle xix, un dels reptes científics era determinar amb la major exactitud possible la distància entre la Terra i el Sol, la denominada Unitat Astronòmica, que indica la mida del nostre Sistema Solar. En aquell temps, l'única manera de saber-la era a través del fenomen astronòmic del trànsit de Venus: el pas de Venus per davant del Sol, i requeria que es fessin dos observacions simultànies des de diferents latituds terrestres i mesurar la duració total de l'esdeveniment. Amb aquesta dada i aplicant les lleis de Kepler, que descriuen el comportament de les òrbites planetàries, es podia obtenir la distància amb la resta de planetes del Sistema Solar.
Però el mètode tenia dos inconvenients: la periodicitat del fenomen i el problema tècnic d'aconseguir captar l'inici i el final del trànsit. El trànsit de Venus de 1874 era una oportunitat única, motiu pel qual es van organitzar més de seixanta expedicions coordinades de fins deu països diferents destinades a diferents localitzacions per Xina, Vietnam, Nova Caledònia, algunes illes del Pacífic i Japó. La distorsió ocasionada per l'atmosfera terrestre, la difracció dels telescopis, la subjectivitat de l'observador i la "gota negra" (efecte òptic que distorsiona la silueta de Venus just en els instants que entra i surt del disc solar) suposaven un gran problema tècnic que cap aparell havia pogut solucionar fins aleshores.

En aquesta situació, Janssen va crear el seu revòlver, l'aparell que aconseguiria eliminar la subjectivitat del procés, i el va posar a prova amb el suport del govern francès a Nagasaki (Japó). Com que el moment exacte en què es produiria el trànsit de Venus era impossible de preveure, va afegir un aparell de rellotgeria perquè creés una seqüència d'imatges. El revòlver va gravar 48 fotografies en 72 segons a un daguerreotip, material que ja no s'utilitzava però era ideal per la llum solar que presentava la situació, ja que es podia captar la llum en un gran temps d'exposició i obtenir resultats més nítids. 

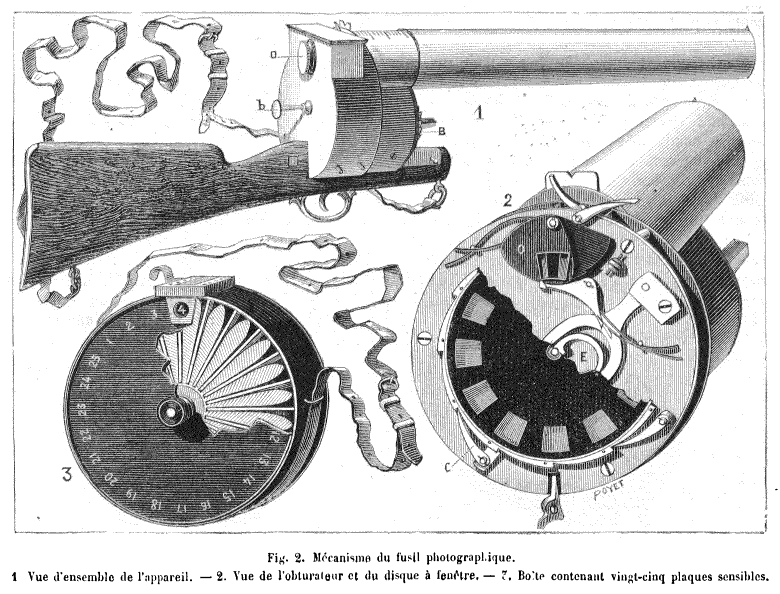
Fusell fotogràfic de Marey (1882).

Les expedicions britàniques van fotografiar el trànsit des de diferents punts geogràfics utilitzant aparells inspirats en el revòlver de Janssen. Desgraciadament, la qualitat de les imatges resultants de les dues expedicions no era suficient per calcular amb precisió la Unitat Astronòmica, i van resultar més fiables les observacions a ull. Tot i així, Janssen va presentar el seu revòlver a la Société Francaise de Photographie el 1875 i l'Académie des Sciences el 1876, als quals va suggerir la possibilitat d'utilitzar el seu aparell per l'estudi del moviment animal, especialment el dels ocells, per la rapidesa del moviment de les seves ales.
L'any 1882, el fisiòleg Etienne-Jules Marey concloïa que un cavall al galop tindria les quatre potes en l'aire durant un moment. Abans, el 1878, Eadweard Muybridge havia estat el primer en aconseguir enregistrar el moviment d'éssers vius, amb 12 càmeres fotogràfiques ubicades en sèrie, que li permetien reproduir i, fins i tot, projectar aquelles fotografies seguides. Però no s'estava reconstruint l'acció des de l'òptica d'un observador, sinó des del d'una càmera que acompanyava el subjecte -com un tràveling- i en el qual, en cada fotografia, l'acció tenia un punt de vista diferent. Marey, basant-se en l'invent de Janssen, va aconseguir solucionar aquests problemes amb el seu fusell fotogràfic de 1882, que captava 12 fotos petites sobre una placa circular i a intervals regulars. Aquesta millora permetia que la imatge fos captada per una -encara fràgil- placa de vidre, de manera que ja no utilitzava el poc pràctic daguerreotip, reduint el temps d'exposició. Va ser, per tant, la primera filmadora, tot i que encara guardava certes diferències fonamentals de concepció amb les filmadores posteriors: les imatges obtingudes tenien com a objectiu descompondre el moviment per al seu estudi i no per a la seva projecció; d'altra banda, en ser obtingudes sobre un disc de vidre, la durada de l'acció que es podia registrar era necessàriament molt breu.
Tots dos invents van significar un primer pas pel desenvolupament de les primeres càmeres de cinema, però no es poden considerar com a tals perquè el seu principal objectiu no era la projecció, sinó estudiar el moviment a partir de la seva descomposició.